# Lazaretto
| Recensione       | Giudizio |
| ---------------- | -------- |
| sentireascoltare |          |
| All Music        |          |
| Rolling Stone    |          |

Lazaretto è il secondo album da solista di Jack White, pubblicato il 10 giugno 2014 dall'etichettata Third Man Records, fondata dallo stesso Jack White, in collaborazione con XL Recordings e la Columbia Records.

## Riconoscimenti
L'album fu nominato ai Grammy Awards 2015 nella categoria Miglior album di musica alternativa senza vincerla, mentre la traccia "Lazaretto" fu nominata nelle categorie Miglior canzone rock e Miglior interpretazione rock vincendo quest'ultima.

## Tracce
1. Three Women – 3:57
2. Lazaretto – 3:39
3. Temporary Ground – 3:13
4. Would You Fight for My Love? – 4:09
5. High Ball Stepper – 3:52
6. Just One Drink – 2:37
7. Alone in My Home – 3:27
8. Entitlement – 4:06
9. That Black Bat Licorice – 3:50
10. I Think I Found the Culprit – 3:49
11. Want and Able – 2:34

## Formazione
- Jack White – voce (eccetto traccia 5), chitarra elettrica (tracce 2, 4, 5, 6 e 9), chitarra acustica (tracce 3, 6, 7, 8, 10 e 11), pianoforte (tracce 1 e 11), maracas (traccia 7), shaker (traccia 7), percussione (traccia 9)

Altri musicisti
- Ruby Amanfu – shaker (traccia 10), tamburello (traccia 5), cori (tracce 4, 5, 6, 9 e 10)
- Carla Azar – batteria (tracce 3, 4, 5, 6 e 10), timpani (traccia 4)
- Maggie Björklund – chitarra acustica (traccia 6), pedal steel guitar (tracce 3, 5 e 10)
- Ben Blackwell – batteria (tracce 7 e 8)
- Timbre Cierpke – arpa (tracce 7, 8, 9 e 10)
- Bryn Davies – contrabbasso (tracce 4 e 9)
- Dominic Davis – basso (tracce 1, 2, 4 e 7), basso VI (traccia 7), contrabbasso (traccia 9)
- Dean Fertita – chitarra elettrica (traccia 4)
- Olivia Jean – African drum (traccia 4), cori (traccia 9)
- Daru Jones – batteria (tracce 1, 2 e 4)
- Fats Kaplin – violino (tracce 2, 4 e 9), mandolino (tracce 7 e 9), pedal steel guitar (tracce 1 e 8)
- Patrick Keeler – batteria (traccia 9)
- Isaiah "Ikey" Owens – B3 Organ (tracce 1 e 4), tastiere (traccia 1), Moog Synthesizer (traccia 2), pianoforte (tracce 7 e 8), Rhodes (traccia 4)
- Catherine Popper – basso (tracce 3, 5, 6 e 10)
- Lillie Mae Rische – violino (tracce 3, 5, 6 e 10), mandolino (traccia 10), cori (tracce 3 e 7)
- Brooke Waggoner – B3 Organ (tracce 4 e 9), clavinet (traccia 9), Moog Synthesizer (traccia 4), pianoforte (tracce 3, 4, 5, 6 e 10)
- Cory Younts – armonica (traccia 1), Korg Synthesizer (traccia 2), mandolino (tracce 1 e 8), pianoforte (traccia 4), shaker (traccia 7), cori (tracce 1, 7 e 8)

Personale tecnico
- Jack White - layout, design, mixing, produzione, composizione
- Bob Ludwig – mastering
- Joshua V. Smith – assistente, engineering, mixing, cori (traccia 6)
- Lars Fox – editing
- Mindy Watts – assistente
- Blind Willie McTell – compositore
- F.C. Gundlach – foto back cover
- Lewis Hine – back cover, immagini
- Mary Ellen Matthews – fotografia
- Jo McCaughey – fotografia
- Ian Montone – management
- Ryon Nishimori – design, layout
- Vance Powell – engineering
- Nathanio Strimpopulos – design, layout
- Trent Thibodeaux – design, layout
- Elfred Tseng – immagini